# Miami (Missouri)
Miami és una població dels Estats Units a l'estat de Missouri. Segons el cens del 2000 tenia 160 habitants.

## Demografia
Segons el cens del 2000, Miami tenia 160 habitants, 58 habitatges, i 40 famílies. La densitat de població era de 110,3 habitants per km².
Dels 58 habitatges en un 34,5% hi vivien nens de menys de 18 anys, en un 50% hi vivien parelles casades, en un 13,8% dones solteres, i en un 31% no eren unitats familiars. En el 24,1% dels habitatges hi vivien persones soles el 8,6% de les quals corresponia a persones de 65 anys o més que vivien soles. El nombre mitjà de persones vivint en cada habitatge era de 2,76 i el nombre mitjà de persones que vivien en cada família era de 3,15.
Per edats la població es repartia de la següent manera: un 32,5% tenia menys de 18 anys, un 6,9% entre 18 i 24, un 30% entre 25 i 44, un 22,5% de 45 a 60 i un 8,1% 65 anys o més.
L'edat mediana era de 34 anys. Per cada 100 dones de 18 o més anys hi havia 89,5 homes.
La renda mediana per habitatge era de 27.750 $ i la renda mediana per família de 36.042 $. Els homes tenien una renda mediana de 27.000 $ mentre que les dones 13.750 $. La renda per capita de la població era de 15.055 $. Entorn del 20,5% de les famílies i el 26,1% de la població estaven per davall del llindar de pobresa.

## Poblacions més properes
El següent diagrama mostra les poblacions més properes.